# Grey goo
Grey goo (engelska för "grå gegga") är benämningen på det katastrofscenario som innebär att självreplikerande nanorobotar sprider sig och konsumerar allt i sin väg för att fortplanta sig (genom att bygga nya robotar). Termen används framförallt i science fiction-sammanhang.